# Bishkek Snow Leopards
I Bishkek Snow Leopards sono una squadra di football americano di Biškek, in Kirghizistan.

## Dettaglio stagioni

### Tornei internazionali

#### Central Asian American Football League
| Stagione | regular season | regular season | regular season | regular season | regular season | regular season | playoff | playoff | playoff | playoff | playoff | playoff     | playoff    |
|          | Vin            | Par            | Per            | Tot            | PF             | PS             | Vin     | Per     | Tot     | PF      | PS      | risultato   | avversaria |
| -------- | -------------- | -------------- | -------------- | -------------- | -------------- | -------------- | ------- | ------- | ------- | ------- | ------- | ----------- | ---------- |
| 2015     | 2              | 0              | 4              | 6              | 146            | 119            | -       | -       | -       | -       | -       | Terzo posto | -          |
| 2016     | 0              | 0              | 4              | 4              | 27             | 146            | -       | -       | -       | -       | -       | Terzo posto | -          |
| Totale   | 2              | 0              | 8              | 10             | 173            | 265            | -       | -       | -       | -       | -       |             |            |

Fonti: Enciclopedia del Football - A cura di Roberto Mezzetti